# Typhlodromus
Genre
Typhlodromus est un genre d'acariens de la famille des Phytoseiidae. Ces espèces présentes notamment dans les domaties sont des prédateurs dont les formes mobiles ont pour proies principalement d'autres acariens et les thrips sur les arbres fruitiers et la vigne, ou sont des consommateurs de champignons phytopathogènes. Plus de 300 espèces sont connues.

## Taxinomie
Typhlodromus Scheuten, 1857 ; synonymes Amblydromella Muma, 1961, Aphanoseius Wainstein, 1972, Berethria Tuttle & Muma, 1973, Clavidromus Muma, 1961, Colchodromus Wainstein, 1962, Indodromus Ghai & Menon, 1969, Litoseius Kolodochka, 1992, Mumaseius De Leon, 1965, Orientiseius Muma & Denmark, 1968, Seiodromus Wainstein, 1962, Taxodromus Wainstein, 1962, Typhlodromella Muma, 1961 et Vittoseius Kolodochka, 1988
- Typhlodromus (Anthoseius) De Leon, 1959 ; synonymes Lindquistoseia Denmark & Welbourn, 2002 et Prasadoseia Denmark & Welbourn, 2002
- Typhlodromus (Typhlodromus) Scheuten, 1857 ; synonymes Amblyseiopsis Garman, 1948, Oudemanus Denmark, 1992, Trionus Denmark, 1992 et Wainsteinius Arutunjan, 1969

## Liste d'espèces
Selon BioLib (5 décembre 2019) :
- Typhlodromus andrei Karg, 1982
- Typhlodromus armiger Ehara & Amano, 1998
- Typhlodromus athenas Swirski & Ragusa, 1976
- Typhlodromus atticus Swirski & Ragusa, 1976
- Typhlodromus baccettii Lombardini, 1960
- Typhlodromus caucasicus (Abbasova, 1970)
- Typhlodromus corticis Herbert, 1958
- Typhlodromus coryphus Wu, 1985
- Typhlodromus cotoneastri Wainstein, 1961
- Typhlodromus cryptus Athias-Henriot, 1960
- Typhlodromus erlangensis Bernhard, 1963
- Typhlodromus ernesti Ragusa & Swirski, 1978
- Typhlodromus eucervix Karg & Edland, 1987
- Typhlodromus exhilaratus Ragusa, 1977
- Typhlodromus graminisilis Westerboer, 1963
- Typhlodromus hadzhievi (Abbasova, 1970)
- Typhlodromus halinae (Wainstein & Kolodochka, 1974)
- Typhlodromus invectus Chant, 1959
- Typhlodromus kerkirae Swirski & Ragusa, 1976
- Typhlodromus klimenkoi Kolodochka, 1980
- Typhlodromus laurae Arutunjan, 1974
- Typhlodromus laurentii Ragusa & Swirski, 1968
- Typhlodromus pegazzani Ragusa & Swirski, 1978
- Typhlodromus personatus Karg, 1989
- Typhlodromus phialatus Athias-Henriot, 1960
- Typhlodromus pritchardi Arutunjan, 1971
- Typhlodromus pyri Scheuten, 1857
- Typhlodromus rhenanoides Athias-Henriot, 1960
- Typhlodromus sapiens Athias-Henriot, 1960
- Typhlodromus setubali Dosse, 1961
- Typhlodromus sternlichti Swirski & Amitai, 1968
- Typhlodromus tiliae Oudemans, 1929
- Typhlodromus tubifer Wainstein, 1961
- Typhlodromus vepallidus (C.L. Koch, 1839)

## Utilisations en agriculture biologique
Les typhlodromes sont utilisés en lutte biologique dans les vergers en tant que prédateurs efficaces contre les araignées rouges.

## Publication originale
- (de) A. Scheuten, « Einiges über Milben », Archiv für Naturgeschichte, Berlin, Nicolaische Verlags-Buchhandlung, vol. 23,‎ 1857, p. 104–112 (ISSN 0365-6136, OCLC 1481989, lire en ligne).